# The Guilty (film 2021)
The Guilty è un film del 2021 diretto da Antoine Fuqua.
La pellicola, con protagonista Jake Gyllenhaal, è il remake del film del 2018 Il colpevole - The Guilty (Den skyldige).

## Trama
Un agente della polizia di Los Angeles estremamente stressato, di nome Joe Baylor, sta facendo il turno di notte in un call center del 911, che è sommerso da chiamate relative a un grande incendio nelle colline di Hollywood. È in attesa di un'udienza, in programma per l'indomani, che potrebbe riabilitarlo per il lavoro sul campo, in quanto attualmente sospeso a causa di un incidente, non meglio specificato, verificatosi in servizio otto mesi prima. Joe risponde alle chiamate d'emergenza mentre è perseguitato da una giornalista del Los Angeles Times che chiede una dichiarazione sull'udienza.
Emily Lighton chiama il 911 con il suo cellulare, una giovane donna che non può parlare liberamente, e Joe deduce che è stata rapita ed è in un veicolo con il suo rapitore. Joe viene a sapere che sono in un furgone bianco sull'autostrada, ma l'autista si accorge che Emily è al telefono, costringendola a riattaccare prima di fornire ulteriori dettagli. Joe trasmette l'informazione alla California Highway Patrol ma non sono in grado di localizzare il furgone senza ulteriori informazioni. Chiama quindi il numero di telefono di casa di Emily, parlando con la sua giovane figlia Abby. Lei gli dice che sua madre è stata rapita dal suo ex marito Henry Fisher. Ottenendo il numero di telefono di Henry da Abby, lo usa per ottenere il numero di targa del furgone. Trasmettendo il numero di targa alla CHP, manda una pattuglia della polizia di Los Angeles a controllare Abby e il suo fratellino Oliver. Chiede anche una perquisizione dell'appartamento di Henry ma gli viene negata per mancanza di un mandato.
Joe chiama sua moglie Jess, da cui è separato da sei mesi, chiedendo di parlare con la loro figlia Paige, che sta dormendo. Jess non accetta di venire all'udienza e chiede a Joe di smettere di chiamare. Joe in seguito chiama Henry, che ha precedenti per aggressione, gli dice che sa che Emily è con lui e chiede di sapere dove sono diretti, ma Henry riattacca. Successivamente, Joe chiama il suo ex-partner Rick, che è fuori servizio, e gli chiede di controllare la casa di Henry. Rick, che fornirà una testimonianza all'udienza di Joe, esprime la preoccupazione che le cose non vadano a modo loro, dato che gli agenti federali hanno parlato con lui.
Joe riceve una chiamata da Abby, che è in preda al panico, e la incarica di aprire la porta a due agenti della polizia di Los Angeles che sono lì per controllare che i due minori soli a casa stiano bene. Entrati in casa gli agenti vedono che Abby ha le mani sporche di sangue e che suo fratello Oliver non è semplicemente addormentato ma è gravemente ferito o morto. Intanto Rick irrompe nell'appartamento di Henry, trovando pile di lettere e documenti. Joe gli chiede di cercare informazioni che possano aiutarli a dedurre dove sta andando Henry. Poi chiama Emily e la convince a tirare il freno a mano, ma non riesce a far schiantare il furgone. La richiama e viene a sapere che lei si trova nel retro del furgone. Lei dice a Joe che credeva che Oliver avesse "serpenti nello stomaco" e che li ha "tirati fuori". Joe a questo punto si rende conto che è lei ad aver fatto del male al bambino e non suo marito. Quando Henry ferma il furgone e cerca di far uscire Emily dal retro, lei lo colpisce con un mattone e scappa.
Rick richiama Joe e dice di aver trovato dei documenti nell'appartamento di Henry relativi a una struttura di trattamento psichiatrico a San Bernardino, dove Emily era stata una paziente. Joe chiama Henry, che stava riportando Emily alla struttura; lei non prendeva le sue medicine da settimane perché non potevano permettersele. Quando gli viene chiesto perché non ha chiamato la polizia quando Emily ha accoltellato Oliver, Henry dice che non si fida del sistema perché nessuno sembrava disposto ad aiutarli. Joe chiede dove sia andata Emily ma Henry non lo sa.
Emily richiama Joe da un cavalcavia, sottintendendo che si sta preparando a saltare verso la morte, avendo capito cosa ha fatto. Joe indirizza la CHP alla sua posizione mentre cerca di convincerla a scendere dal ponte e per distrarla le rivela di aver ucciso un ragazzo di 19 anni mentre era in servizio attivo; quando Emily chiede perché, lui dice che non lo sa ma che era arrabbiato e voleva punire il ragazzo per aver fatto del male a qualcuno. Lei chiede se erano "serpenti", e lui è d'accordo. Profondamente sconvolto, Joe dice a Emily che la sua famiglia la ama ancora e ha bisogno di lei e che ha promesso ad Abby che sarebbe tornata a casa. All'arrivo degli agenti, Emily dice che "andrà a stare con Oliver" e riattacca. Joe pensa che si sia buttata dal cavalcavia, ma la CHP lo chiama per dirgli che l'hanno fatta scendere sana e salva. Viene anche a sapere che Oliver è vivo e si trova in terapia intensiva all'ospedale.
Per l'enorme stress a cui è stato sottoposto per tutta la notte Joe si chiude in bagno e vomita. Poi chiama Rick chiedendogli di ritrattare le sue precedenti dichiarazioni, che lo scagionerebbero, e di dire la verità sul banco dei testimoni, anche se questo significa una condanna ad anni di prigione; Joe chiama poi il Los Angeles Times.
Nella scena durante i titoli di coda le voci fuori campo dei media d'informazione danno la notizia dell'ammissione di colpa di Joe e della condanna.

## Produzione
Nel 2018 la Nine Stories Productions e Jake Gyllenhaal acquistano i diritti del film Il colpevole - The Guilty (Den skyldige) per farne un remake statunitense, con lo stesso Gyllenhaal come protagonista e produttore. Nel settembre 2020 viene annunciato Antoine Fuqua alla regia, su una sceneggiatura di Nic Pizzolatto.

### Riprese
Le riprese del film sono iniziate nel novembre 2020 e si sono svolte a Los Angeles.

## Promozione
Il primo teaser trailer del film è stato diffuso il 29 agosto 2021.

## Distribuzione
Il film è stato presentato al Toronto International Film Festival l'11 settembre 2021, per poi essere distribuito limitatamente in alcune sale statunitensi dal 24 settembre dello stesso anno e su Netflix dal 1º ottobre seguente, che ha acquistato i diritti del film per 30 milioni di dollari.